# Charles Muscat
Charles „Charlie“ Muscat (genannt Il-Baħri; dt. Der Seemann; * 13. Januar 1963 auf Malta; † 13. Januar 2011 ebenda) war ein maltesischer Fußballspieler auf der Position eines Stürmers. Zu seinen Erfolgen zählen drei Finalteilnahmen beim Maltesischen Fußballpokal, den er 1984/85 auch einmal gewinnen konnte, sowie die Auszeichnungen zum Torschützenkönig der Maltese Premier League und zu Maltas Fußballer des Jahres 1983/84. Mit der maltesischen Nationalelf nahm er in den Jahren 1984 und 1985 an sechs Länderspielen teil, wobei er zwei Treffer für sein Heimatland beisteuern konnte.

## Vereinskarriere

### Vom Provinzklub in die Erstklassigkeit
Seine Karriere als Fußballspieler begann der auf Malta geborene Muscat bereits in seiner Kindheit bzw. seiner frühen Jugend im Nachwuchsbereich des Birżebbuġa St. Peter’s F.C., wo er im Laufe der Jahre sämtliche Jugendspielklassen durchlief und es im Jahre 1979 erstmals in die erste Kampfmannschaft des damaligen maltesischen Viertligisten schaffte. Dabei brachte er es bis zum Saisonende auf lediglich zwei Einsätze im Herrenteam, ehe er in der darauffolgenden Saison den endgültigen Durchbruch in der Herrenmannschaft des unterklassig spielenden Vereins schaffte. Nach einer doch recht schwierigen Zeit im maltesischen Unterhaus und dem Abstieg seiner Mannschaft in der Spielzeit 1980/81 suchte Muscat nach einer neuen Herausforderung und wurde aufgrund seines Talents vom damaligen Erstligisten, dem FC Żurrieq, der selbst gerade erst die zweite Saison in der höchsten Fußballliga Maltas hinter sich gebracht hatte, in dessen Herrenmannschaft aufgenommen. Der Wechsel des Youngsters kam genau zum richtigen Zeitpunkt, wobei Muscat auch einer der Leistungsträger der Mannschaft war, als man die größten Erfolge der Vereinsgeschichte einfuhr. Bereits früh fand sich der junge Spieler, der zuvor nur die gemächlichere Gangart der Unterklassigkeit gewohnt war, ins System bei Żurrieq ein und debütierte schließlich am 31. Oktober 1981 bei einem 4:1-Erfolg über die Ħamrun Spartans. Von dieser Zeit an ging alles etwas schneller für Muscat, der es bis zum Saisonende auf insgesamt zwölf Ligaeinsätze und drei erzielte Tore brachte.
Nach einer passablen Spielzeit 1982/83 in der er ebenfalls regelmäßig zum Einsatz kam und mit der Mannschaft auch an der 1. Runde des UEFA-Pokals 1982/83 teilnahm, aber dort mit einem Gesamtscore von 1:8 gegen den jugoslawischen Klub Hajduk Split ausschied, ging der junge Stürmer in eine umso erfolgreichere Saison 1983/84. Dabei schaffte man es bei zum Teil nur mäßigen Leistungen in der Liga bis ins Finale des maltesischen Cups, wo man das eigentliche Spiel gegen die Ħamrun Spartans mit einem 0:0-Remis beendete, jecoch im anschließenden Wiederholungsspiel gegen die Mannschaft knapp mit 0:1 in der Verlängerung unterlag. Für Muscat, der selbst im Cup vier Tore erzielte, war die Saison aber dennoch ein wahrer Erfolg. So schaffte er es bis zum Saisonende mit sieben Treffern (gleich viel wie der Spartans-Spieler Georgi Ivanov) auf die Spitze der Torschützenliste der Maltese Premier League und wurde zudem noch nach Abschluss der Saison zum maltesischen Fußballer des Jahres gewählt. Die beiden Folgejahre liefen für den Stürmer und seine Mannschaft nicht minder erfolgreich, so schaffte es das Team 1984/85 zum wiederholten Male ins Pokalfinale, wo man in diesem Jahr allerdings das glücklichere Ende hatte. Obgleich man das eigentliche Finalspiel gegen den FC Valletta mit einem 0:0-Remis nach Verlängerung beendete, konnte man das anschließende Wiederholungsspiel mit 2:1 für sich entscheiden. Für den Verein war dies der erste große Erfolg in der Vereinsgeschichte, der bis dato (Stand: 2011) auch der einzig namhafte bleiben soll. Aufgrund des Cupsieges nahm die Mannschaft rund um den offensivstarken Muscat am Europapokal der Pokalsieger 1985/86 teil, schied dort aber bereits in der 1. Runde gegen die klar dominierenden Krefelder mit einem Gesamtscore von 0:12 aus.

### Weitere Zeit als Stammkraft
Bereits zu dieser Zeit erkannte man, dass Muscat zwar kein großartiger Fußballspieler war, er aber dennoch mit uneingeschränktem Bemühen, einer gewissen Offenheit und mit Loyalität zu seinem Klub in seine Spiele ging. Dennoch war er auch schon zu dieser Zeit als produktiver Torschütze bekannt, der aufgrund seiner Treffer auch einer der Hauptverantwortlichen für die Formung einer stabilen Mannschaft war, die sich von einem unterklassig spielenden Team zu einer der Top 5 im maltesischen Fußball hochentwickelte. Noch bevor er das Pokalfinale 1984/85 überhaupt bestreiten konnte, warf ihn eine Verletzung weit zurück, weshalb er auch das Pokalfinale 1985/86 verpasste, wo seine Mannschaft gegen den Rabat Ajax FC mit 0:2 verlor. Aufgrund seiner schweren Verletzung kam er in den folgenden zwei Jahren kaum bzw. gar nicht zum Einsatz, verpasste so auch die 1. Runde des Europapokals der Pokalsieger 1986/87 und musste so lange Zeit auf ein Comeback warten. Erst in der Spielzeit 1987/88 fand er langsam wieder ins Team zurück, wobei die Heilung seiner Verletzung auch nur langsam im Genesungsprozess voranschritt. Dennoch gewann er seinen angestammten Platz in der Offensive des Teams zurück, wobei er es bis zum Saisonende auf fünf Tore brachte und so wieder langsam an seine alten Erfolge anschließen konnte. Bis zum Saisonende hin erlitt Muscat allerdings wieder einen Rückfall aufgrund seiner Verletzung und schied so weitere zwei Jahre vom aktiven Fußballsport aus. Den FC Żurrieq verließ er noch vor dem Beginn der Spielzeit 1988/89.

### Unterklassigkeit ab 1990
Sein Comeback feierte Muscat schließlich in der Saison 1990/91, als er nach Ħaż-Żabbar zum FC St. Patrick ins maltesische Unterhaus wechselte. Beim damaligen Drittligisten konnte er aber dennoch wesentliche Erfolge feiern und gewann zum Saisonende mit der Mannschaft den kombinierten Pokal der dritten und vierten Liga. Obgleich der Erfolge, die die Mannschaft zum Teil schon vor Muscats Aufnahme in den Kader feierte, verließ der Stürmer die Mannschaft zum Saisonende in Richtung Birżebbuġa St. Peter’s F.C. Beim Team, bei dem er unter anderem auch seine Karriere begann, konnte er sich rasch als Stammkraft etablieren und agierte nebenbei auch als Mannschaftskapitän und Führungskraft im Team des maltesischen Viertligisten. Nach knapp zwei Jahren der Vereinszugehörigkeit zeichnete sich noch vor der Saison 1993/94 ein weiterer Wechsel des einstigen Fußballers des Jahres ab. Dabei zog es ihn ein weiteres Mal zum FC St. Patrick, wo er im Laufe der Jahre auch seine Karriere ausklingen ließ. Mit dem Team schaffte er unter anderem auch den Aufstieg in die Maltese Premier League in der Saison 1994/95, in der man auch den Meistertitel in der zweithöchsten Spielklasse des Landes erreichte. Nach dem Aufstieg hielt es das Team allerdings nicht lange in der höchsten Fußballliga Maltas, wobei man bereits zum Ende der Saison 1995/96 wieder in die Zweitklassigkeit abstieg.
Seinen letzten wesentlichen Erfolg feierte er mit dem Team in der Saison 1997/98, als er als Vizemeister den abermaligen Aufstieg in die Maltese Premier League schaffte. Dort verbrachte er noch eine letzte Spielzeit mit der Mannschaft und beendete mit dem neuerlichen Abstieg seines Teams seine aktive Karriere im Herrenfußball. Obwohl Muscat über seine gesamte Karriere nur als Amateurspieler verblieb, konnte er doch wesentliche Erfolge im maltesischen Fußball feiern und war auch noch in seinen 40ern als Hobbyfußballer aktiv und trat mit Auswahlteams des Birżebbuġa St. Peters an verschiedenen IASC(Inter Amateur Soccer Competition)-Spielen teil. Am 13. Januar 2011, seinem 48. Geburtstag, verstarb Muscat in seiner Heimat Malta; über die Todesursache ist allerdings nichts bekannt. Er hinterließ eine Frau und zwei Söhne, die ebenfalls als Fußballspieler aktiv sind, ihre Karriere ebenfalls bei Birżebbuġa St. Peters begannen und nun für den FC St. Patrick im Einsatz sind. Das Begräbnis wurde am 15. Januar 2011 in Birżebbuġa abgehalten, wo Muscat auch begraben wurde.

## Nationalmannschaftskarriere
Gleich im Anschluss auf die Erfolge, die Muscat mit dem FC Żurrieq feierte, wurde er im Jahre 1984 erstmals in den Kader der Nationalmannschaft von Malta einberufen. Sein Debüt gab er schließlich in der Qualifikation zur WM 1986, als er am 23. Mai 1984 im ersten ausgetragenen WM-Qualifikationsspiel der Gruppe 2 gegen Schweden von Beginn an zum Einsatz kam und ab der 77. Spielminute durch Joseph „Joe“ Gatt ersetzt wurde. Das Spiel, bei dem eine Reihe maltesischer Spieler zu ihrem Debüt kam, endete in einem deutlichen 4:0-Erfolg der gastgebenden Schweden. Seinen zweiten Nationalteameinsatz hatte er schließlich am 6. September 1984, als er bei der 1:2-Auswärtsniederlage gegen Israel von Beginn an zum Einsatz kam, in der 21. Spielminute zur 1:0-Führung seines Teams traf und ab Minute 52 durch den erfahreneren Emanuel Farrugia ersetzt wurde. Bis zum 16. Februar 1985, seinem letzten Einsatz im maltesischen Nationalteam, folgten noch weitere drei Einsätze in der WM-Qualifikation sowie ein umstrittenes Länderspiel gegen Italien, das die Italiener mit 2:1 gewannen und Muscat den einzigen Treffer Maltas beisteuerte. Das Spiel gegen Italien war dabei auch das einzige, das Muscat über die volle Spieldauer durchbrachte.

## Erfolge

### Vereinserfolge
mit dem FC Żurrieq
- 1× Maltesischer Fußballpokalsieger: 1984/85
- 2× Maltesischer Fußballpokalfinalist: 1983/84 und 1985/86

mit dem FC St. Patrick
- 1× Pokalsieger der Second/Third Division: 1990/91
- 1× Meister der First Division und Aufstieg in die Maltese Premier League: 1994/95
- 1× Aufstieg in die Maltese Premier League (als Vizemeister): 1997/98

### Individuelle Erfolge
- 1× Maltas Fußballer des Jahres: 1983/84
- 1× Torschützenkönig der Maltese Premier League: 1983/84 (7 Tore; zusammen mit Georgi Ivanov)